# Mercedes-Benz Stadium

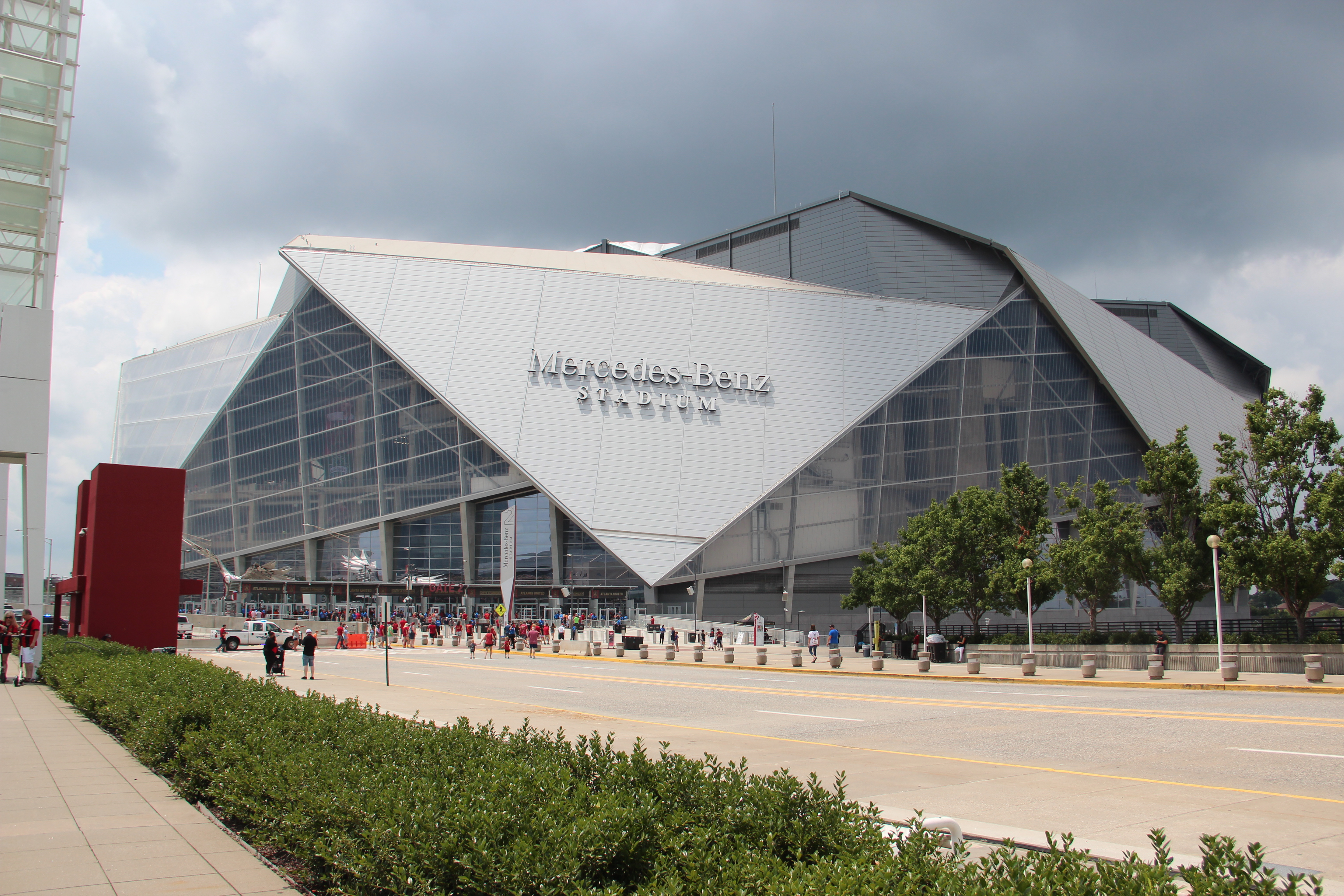
Mercedes Benz Stadium

Mercedes-Benz Stadium är en arena med upp- och stängbart tak belägen i Atlanta, Georgia, USA. Arenan tar 71 000 åskådare, detta kan dock vid utbyggnad öka till cirka 80 000 och beräknas ha kostat cirka 1,5 miljarder USD (ca 14,4 miljarder SEK). Byggnaden öppnades officiellt 26 augusti 2017 trots att taket då fortfarande inte var fullt fungerande.
Arenan är hemmaarena till bland andra amerikanska fotbollslaget Atlanta Falcons och fotbollslaget Atlanta United.

## Super Bowl
Den 3 februari 2019 hölls Super Bowl, alltså finalmatchen i den amerikanska ligan NFL, i Mercedes-Benz Stadium. Att Super Bowl skulle hållas i Atlanta offentliggjordes 24 maj 2016.